# فرانکو ریکاردی
فرانکو ریکاردی (ایتالیایی: Franco Riccardi; ۱۳ ژوئن ۱۹۰۵ – ۲۴ مه ۱۹۶۸) شمشیرباز اهل ایتالیا بود.
وی در مسابقات کشوری و بین‌المللی در مجموع برندهٔ ۳ مدال طلا، ۱ مدال نقره شده‌است.